# Teulada (Italien)
Teulada ist eine italienische Gemeinde auf Sardinien mit 3220 Einwohnern (Stand 31. Dezember 2023). Die Gemeinde gehört zur Metropolitanstadt Cagliari und liegt an der Südwestspitze der Insel.

## Geschichte
Teulada hat eine lange Geschichte, die von zahlreichen Nuragen bezeugt wird. Im Mittelalter war der damals an der Küste gelegene Ort zahlreichen Angriffen der Sarazenen ausgesetzt, weswegen er vom heutigen Capo Teulada ins Landesinnere verlegt wurde. 1940 kam es in der Nähe zwischen der italienischen und britischen Marine zur Seeschlacht bei Kap Teulada.

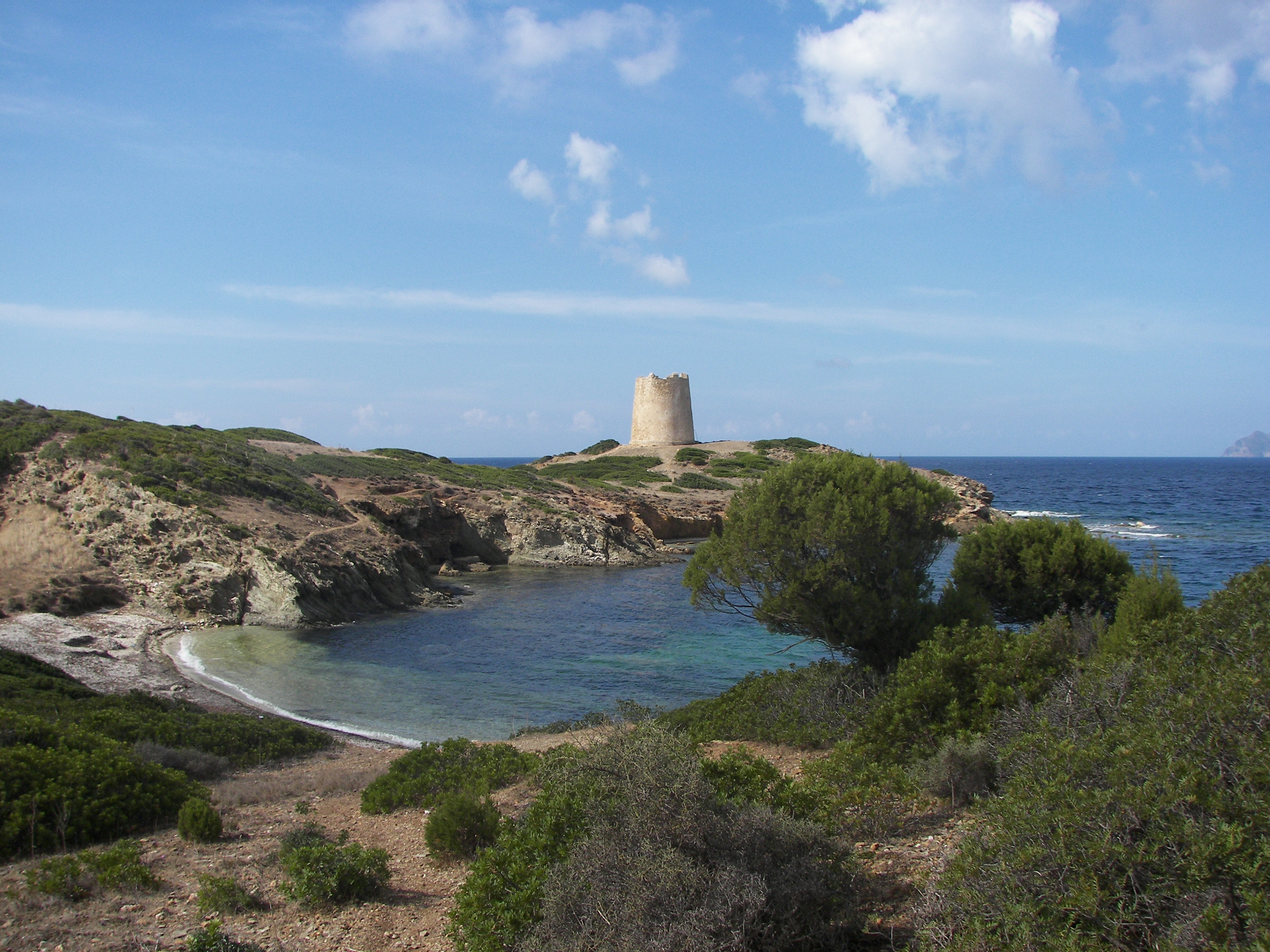
Torre di Pixini

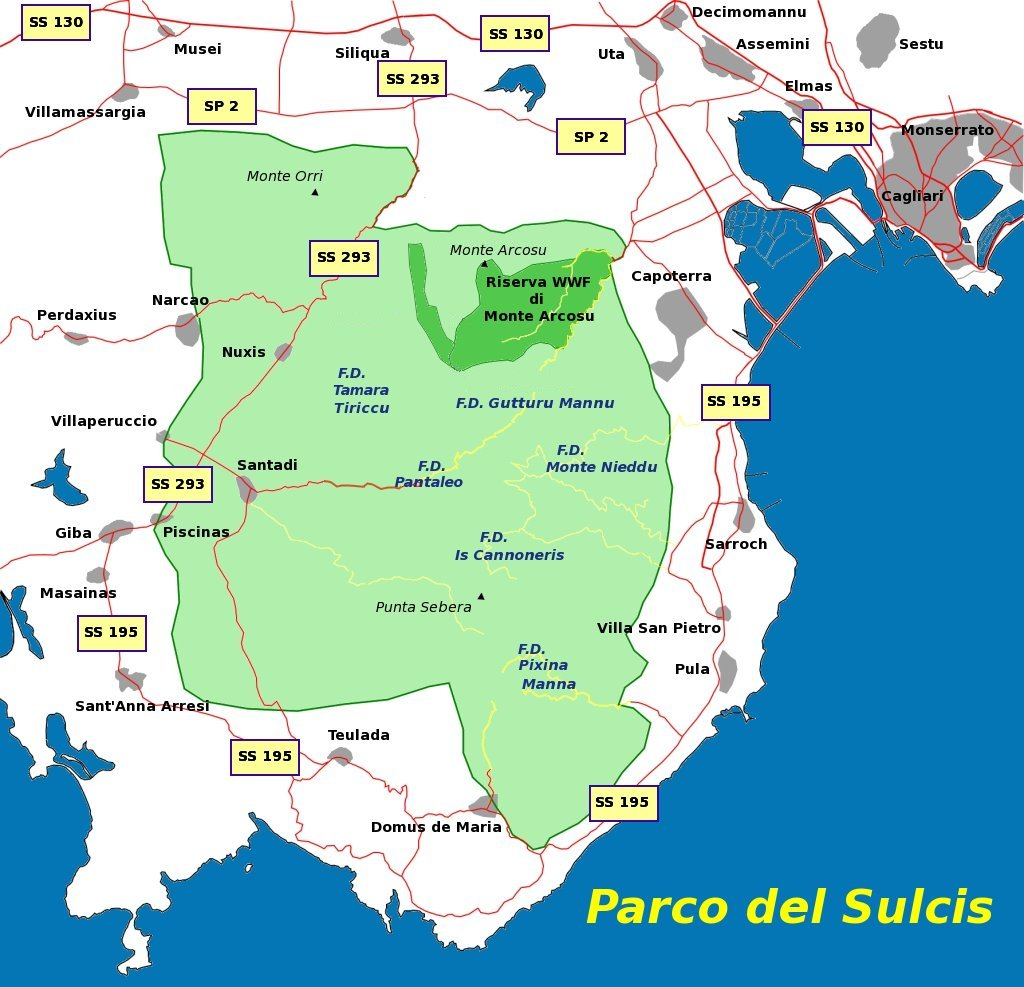
Teulada am Parco del Sulcis

## Truppenübungsplatz
In den 1950er Jahren richtete die italienische Armee bei Capo Teulada einen Truppenübungsplatz ein, der einen Teil der landschaftlich sehr reizvollen Küstenregion im Südwesten Sardiniens für die Öffentlichkeit, den Tourismus und die Fischerei unzugänglich machte. Das in den Jahrzehnten danach vorwiegend von gepanzerten und amphibischen Verbänden genutzte Gelände wurde zu einer zentralen Anlaufstelle bei Übungen mit scharfer Munition. In den letzten Jahren gab es immer wieder Versuche der örtlichen Bevölkerung und ihrer gewählten Vertreter, das militärische Sperrgebiet auch für zivile Zwecke nutzbar zu machen und somit die örtliche Wirtschaft zu fördern. Trotz oder gerade wegen der intensiven militärischen Nutzung konnte das Küstengebiet in seiner ursprünglichen Form weitgehend erhalten werden.
Der Übungsplatz liegt an der Staatsstraße 195 zwischen Teulada im Osten und Sant’Anna Arresi im Westen. In den dazugehörigen Kasernenanlagen ist das 3. Bersaglieri-Regiment stationiert. Auf dem Truppenübungsplatz befindet sich ein kleiner Flugplatz (⊙).